# Bernarda Delgado Elías
Bernarda Delgado Elías (Monsefú, 3 de julio de 1961) es una arqueóloga y gestora cultural peruana. Es la actual directora del Museo de Sitio Túcume en el distrito de Túcume, provincia de Chiclayo en el departamento de Lambayeque. Ha sido reconocida en enero de 2020 como Personalidad Meritoria de la Cultura por el estado peruano.

## Publicaciones

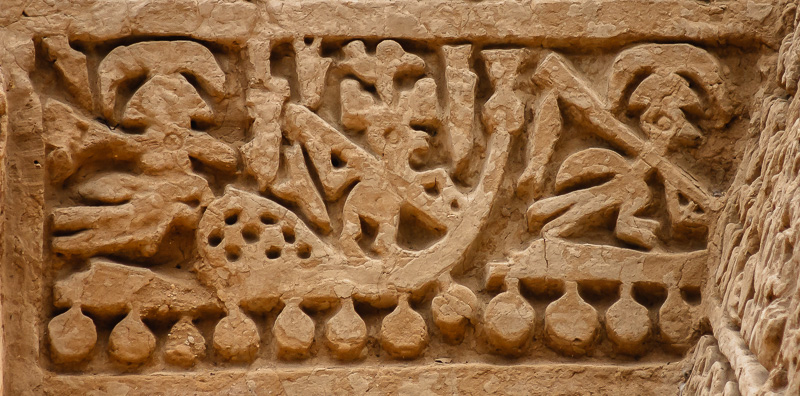
Imagen del mural en Huaca Las Balsas.

En 2011 publicó el libro Huaca las Balsas de Túcume: arte mural Lambayeque coescrito con Alfredo Narváez sobre los murales en el complejo arqueológico Huaca Las Balsas.